# 울트라맨 제로: 베리알 은하제국
울트라맨 제로: 베리알 은하제국(ウルトラマンゼロ THE MOVIE 超決戦！ベリアル銀河帝国, ULTRAMAM ZERO: THE REVENGE OF BERIAL)은 일본에서 제작된 아베 유이치 감독의 2010년 SF, 액션, 모험 영화이다. 코야나기 유 등이 주연으로 출연하였다.

## 출연

### 주연
- 코야나기 유

### 조연
- 히라이즈미 세이
- 이시바시 타모츠
- 사토 야스에